# دانزوو
دانزوو (بالصينية: 儋州市) هي مدينة من مدن الصين. يبلغ عدد سكانها 932362 نسمة حسب إحصائيات سنة 2010.

## المناخ
يظهر الجدول التالي التغييرات المناخية على مدار السنة لدانزوو:
| البيانات المناخية لـدانزوو                       | البيانات المناخية لـدانزوو | البيانات المناخية لـدانزوو | البيانات المناخية لـدانزوو | البيانات المناخية لـدانزوو | البيانات المناخية لـدانزوو | البيانات المناخية لـدانزوو | البيانات المناخية لـدانزوو | البيانات المناخية لـدانزوو | البيانات المناخية لـدانزوو | البيانات المناخية لـدانزوو | البيانات المناخية لـدانزوو | البيانات المناخية لـدانزوو | البيانات المناخية لـدانزوو |
| الشهر                                            | يناير                      | فبراير                     | مارس                       | أبريل                      | مايو                       | يونيو                      | يوليو                      | أغسطس                      | سبتمبر                     | أكتوبر                     | نوفمبر                     | ديسمبر                     | المعدل السنوي              |
| ------------------------------------------------ | -------------------------- | -------------------------- | -------------------------- | -------------------------- | -------------------------- | -------------------------- | -------------------------- | -------------------------- | -------------------------- | -------------------------- | -------------------------- | -------------------------- | -------------------------- |
| الدرجة القصوى °م (°ف)                            | 34.2 (93.6)                | 36.2 (97.2)                | 38.7 (101.7)               | 40.2 (104.4)               | 39.2 (102.6)               | 37.8 (100.0)               | 39.1 (102.4)               | 36.6 (97.9)                | 35.9 (96.6)                | 33.9 (93.0)                | 34.0 (93.2)                | 31.6 (88.9)                | 40.2 (104.4)               |
| متوسط درجة الحرارة الكبرى °م (°ف)                | 22.9 (73.2)                | 24.3 (75.7)                | 28.0 (82.4)                | 31.5 (88.7)                | 32.5 (90.5)                | 33.1 (91.6)                | 33.2 (91.8)                | 32.4 (90.3)                | 30.7 (87.3)                | 28.7 (83.7)                | 25.7 (78.3)                | 22.6 (72.7)                | 28.8 (83.9)                |
| المتوسط اليومي °م (°ف)                           | 17.9 (64.2)                | 19.2 (66.6)                | 22.2 (72.0)                | 25.5 (77.9)                | 27.0 (80.6)                | 28.0 (82.4)                | 27.9 (82.2)                | 27.3 (81.1)                | 26.0 (78.8)                | 24.4 (75.9)                | 21.4 (70.5)                | 18.2 (64.8)                | 23.8 (74.8)                |
| متوسط درجة الحرارة الصغرى °م (°ف)                | 14.6 (58.3)                | 15.9 (60.6)                | 18.5 (65.3)                | 21.8 (71.2)                | 23.5 (74.3)                | 24.7 (76.5)                | 24.5 (76.1)                | 24.1 (75.4)                | 23.1 (73.6)                | 21.6 (70.9)                | 18.5 (65.3)                | 15.3 (59.5)                | 20.5 (68.9)                |
| أدنى درجة حرارة °م (°ف)                          | 5.2 (41.4)                 | 6.7 (44.1)                 | 5.3 (41.5)                 | 13.0 (55.4)                | 16.1 (61.0)                | 19.4 (66.9)                | 20.6 (69.1)                | 21.2 (70.2)                | 18.0 (64.4)                | 12.2 (54.0)                | 8.6 (47.5)                 | 3.7 (38.7)                 | 3.7 (38.7)                 |
| الهطول مم (إنش)                                  | 15.9 (0.63)                | 22.5 (0.89)                | 39.7 (1.56)                | 77.2 (3.04)                | 224.6 (8.84)               | 199.4 (7.85)               | 242.6 (9.55)               | 321.6 (12.66)              | 307.9 (12.12)              | 256.7 (10.11)              | 84.1 (3.31)                | 36.5 (1.44)                | 1٬828٫7 (72)               |
| متوسط الرطوبة النسبية (%)                        | 84                         | 84                         | 80                         | 78                         | 80                         | 79                         | 79                         | 83                         | 86                         | 85                         | 83                         | 83                         | 82                         |
| المصدر: China Meteorological Data Service Center |                            |                            |                            |                            |                            |                            |                            |                            |                            |                            |                            |                            |                            |

## توأمة
لدانزوو اتفاقيات توأمة مع كل من:
- ليكوود
- ها لونج